# 県犬養広刀自
県犬養 広刀自（あがたいぬかい の ひろとじ、? - 天平宝字6年10月14日（762年11月8日））は、奈良時代中期の女性。聖武天皇の夫人。正三位。

## 略歴
県犬養宿禰の出自。県犬養氏は中堅氏族で、父は県犬養唐。母は不明。県犬養氏からは藤原不比等の妻で宮人として元明天皇に仕えていた県犬養三千代が出ている。
広刀自は皇太子首（聖武天皇）の夫人であり、聖武天皇との間に安積親王・井上内親王・不破内親王の一男二女をもうけた。聖武天皇には他に妻として県犬養橘三千代の娘の安宿媛（光明皇后）がおり、皇后との間には基親王・阿倍内親王（後の孝謙天皇）が生まれているが、基親王が生後1年持たずして夭折していることから、聖武天皇の有望な男児を唯一もうけた人物といえる。
聖武天皇の妃となった時期は詳しくはわからないが、『続日本紀』によれば安積親王が天平16年（744年）に17歳であったことから、少なくとも神亀5年（728年）には聖武天皇の妻になっていたことが判明しており、安宿媛と同時期かそれ以前にキサキとなったと考えられており、背景には県犬養氏の族長的立場にあった橘三千代の推挙があったと考えられている。
前述の通り、聖武天皇と光明皇后との間に産まれた基親王は早くに亡くなり、安積親王の存在がクローズアップされるようになると、藤原氏は対抗措置として、前例のない内親王の立太子を実現させた。そんな中で、安積親王自身も若くして死去してしまう。
その後、広刀自は天平宝字5年（761年）10月に、近江国保良宮行幸に際し、飛鳥田内親王・粟田女王・陽侯女王とともに稲4万束を賜っている。その翌年、安積が没してから18年後の天平宝字6年（762年）10月、正三位で死去した。朝廷は、絁100疋、糸300絇、布300端、米90石を贈っている。これらの賻物は喪葬令5条「職事官条」によると、正三位は絁22疋、布88端、鉄6連（60廷）のはずなのだが、最高額の太政大臣を凌駕しており、同年6月に死去した藤原宇比良古同様、同条の別勅賜物の規定により、「別勅で賜う物はこの令には拘わらない」が適用されて賜与されたものと推定される。
なお、光仁天皇の皇后となりながらも、廃后の末に不自然な死を遂げた長女の井上内親王など、広刀自所生の子女はいずれも悲劇的な運命を辿った。

## 官歴
『続日本紀』による
- 時期不詳：正五位下
- 天平9年（737年）2月14日：聖武天皇夫人・従三位[6]
- 時期不詳：正三位
- 天平宝字6年（762年）10月14日：薨去

## 系譜
- 父：県犬養唐
- 夫：聖武天皇
  - 子女：井上内親王・不破内親王・安積親王
  - 孫：酒人内親王・他戸親王・志計志麻呂・川継